# Ibo Oziti
Ibo Oziti (ur. 2 kwietnia 1974) – nigeryjski zapaśnik walczący w stylu wolnym. Trzykrotny olimpijczyk. Zajął jedenaste miejsce w Barcelonie 1992, osiemnaste w Atlantcie 1996 i dwudzieste w Sydney 2000. Walczył w kategorii 68 – 69 kg.
Dziesiąty na mistrzostwach świata w 1990. Mistrz igrzysk afrykańskich w 1991, 1995 i 1999. Zdobył siedem złotych medali na mistrzostwach Afryki w latach 1989 - 2000. Wicemistrz igrzysk Wspólnoty Narodów w 1994 i mistrzostw Wspólnoty Narodów w 1993 roku.
Brat bliźniak Joe Ozitiego, zapaśnika, olimpijczyka z Barcelony 1992.